# سی‌اس‌اس مناسس
سی‌اس‌اس مناسس (به انگلیسی: CSS Manassas) یک کشتی بود که طول آن ۱۴۳ فوت (۴۴ متر) بود. این کشتی در سال ۱۸۵۵ ساخته شد.